# Vrissés (Retimno)
Vrissés (em grego: Βρύσες) é uma vila cretense da unidade regional de Retimno, no município de Amári, na unidade municipal de Sivrítos. Está situada a 596 metros acima do nível do mar, a 44 km da cidade de Retimno, próximo a uma encosta do monte Cédros, no vale Amári. Segundo censo de 2011, têm 269 habitantes. A vila é famosa por possuir algumas igrejas bizantinas.